# Hesperodiaptomus nevadensis
Hesperodiaptomus nevadensis är en kräftdjursart som först beskrevs av S.F. Light 1938.  Hesperodiaptomus nevadensis ingår i släktet Hesperodiaptomus och familjen Diaptomidae. Inga underarter finns listade i Catalogue of Life.